# Aerartribun
Aerartribunen (lateinisch tribuni aerarii) waren in der römischen Republik ursprünglich plebejische Beamte, die dem Quästor zugeordnet und dafür zuständig waren, an Soldaten ihrer tribus den Sold (stipendium) aus dem Staatsschatz, dem aerarium, auszuzahlen. Vielleicht waren sie auch mit der Einziehung der zur Finanzierung des Solds dienenden Steuereinnahmen, des tributum, betraut.
In der späten Republik, als nach dem Jahr 167 v. Chr. römische Bürger kein tributum mehr zahlten, bildeten die Aerartribunen eine Zensusklasse gleich unterhalb der römischen Ritter, waren also relativ vermögend. Nach der Reform der Geschworenengerichte durch die lex Aurelia iudiciaria im Jahr 70 v. Chr. waren die Aerartribunen nach Senatoren und Rittern die dritte Klasse, aus denen die Geschworenen genommen wurden. Diese Funktion verloren die Aerartribunen unter Gaius Iulius Caesar und erscheinen danach nicht mehr in den Quellen.